# Dubusia castaneoventris
Dubusia castaneoventris е вид птица от семейство Тангарови (Thraupidae), единствен представител на род Dubusia.

## Разпространение и местообитание
Видът е разпространен в субтропичните и тропически влажни планински гори на Боливия и Перу.